# 児玉神社 (周南市)
児玉神社（こだまじんじゃ）は、山口県周南市にある神社である。

## 祭神
明治時代の、児玉源太郎陸軍大将を祭神として祀る。

## 由緒
周防徳山藩の藩士として生まれた祭神の出生地の縁により、大正11年（1922年）、その徳を偲ぶ地元有志の発起によって児玉家の旧宅跡に江ノ島児玉神社の神殿を移築して創祀された。因みに、移築元の江ノ島にも新たな神殿が建てられて祭祀は続けられている。
昭和8年（1933年）5月16日に県社に列する。

## 祭祀

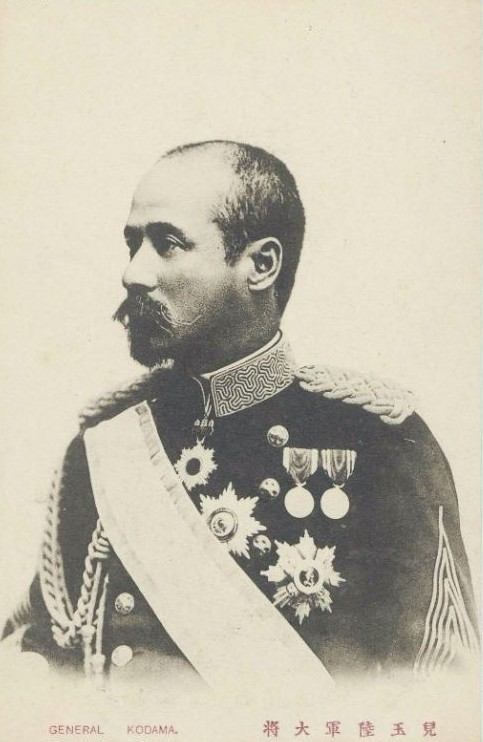
明治38年（1905）の絵葉書に描かれた祭神

主要祭典として、3月10日（旧陸軍記念日）に例祭が行われる。